# Petkovci
 Ovo je glavno značenje pojma Petkovci. Za naselje u BiH pogledajte Petkovci (Zvornik, BiH).
Imenom petkovci nazivali su se pristaše radikalnog revolucionara Petka Miletića unutar Komunističke partije Jugoslavije 1930-ih godina.

## O petkovcima
Okupili su se kao grupa za vrijeme robije u Lepoglavi. Bili su poznati kao "lijeva frakcija" unutar KPJ. Među njima je bio i Milovan Đilas, koji će kasnije, 1950-ih godina, postati jedan od najpoznatijih komunističkih disidenata u svijetu. Vođe tzv. "desne frakcije" na robiji bili su Andrija Hebrang i Moša Pijade.
Miletić i njegovi pristaše zastupali su dokrinarni fanatizam i radikalna politička rješenja. Zastupali su '"herojski komunizam"', propovijedajući nemilosrdnu borbu protiv svih nekomunističkih stranaka. Odbijali su svaku suradnju s umjerenim radničkim strankama (socijaldemokratima, protiv kojih je Kominterna u to doba vodila žestoku kampanju nazivajući ih socijalfašistima), kao i drugim lijevim i antirežimskim strankama, kao što je u Hrvatskoj bio HSS. Na robiji su također odbijali svako popuštanje zatvorskoj upravi i zastupali nepomirljivo izazivanje sukoba bez obzira na posljedice.
Inzistirali su također na rigidnom poštovanju discipline unutar Partije (tzv. demokratski centralizam), negirajući pravo na vlastito mišljenje; zbog toga su od članova "desne frakcije" nazvani vahabiti, po islamskoj sekti. Nisu prezali ni od fizičkih napada i atentata, pa su tako pokušali, 6. kolovoza 1937. godine, izvršiti atentat na Andriju Hebranga, napali u dvorištu srijemskomitrovačke kaznionice (obranio se prijeteći nožem). Hebrang i nekolicina drugih "desničara", koji su bili u manjini, neko su vrijeme, kako bi se zaštitili, dobrovoljno boravili u samici.
Bliži od umjerenijih "desničara" unutar vlastite stranke na robiji bili su im hrvatski frankovci (tzv. "hrvatski nacionalni revolucionari" - naziv "ustaše" još nije bio općeprihvaćen) na čelu s Jurjem Jucom Rukavinom, vođom Ličkog ustanka. U njima su vidjeli primjer kako se treba boriti protiv režima; Milovan Đilas u svojim memoarima piše kako je s Rukavinom postao osobito dobar prijatelj. Nasuprot tome, Andrija Hebrang pokazivao je određene simpatije za pacifističke HSS-ovce. Iako su imali isti cilj radikalne političke i socijalne revolucije (lenjinizam), trezveniji "desničari" odbijali su kao neodgovorni avanturizam podizanje brzopletih oružanih akcija kao što je bio Lički ustanak i izazivanje tjelesnih sukoba s upravom kaznionice.
Josip Broz Tito, koji je robijao u Lepoglavi samo do 1931. godine, prije nego što su tamo došli Miletić i njegova grupa, u jednom je članku u ilegalnom partijskom glasilu 1934. godine osudio bespotrebno izazivanje sukoba. Radikalni stav petkovaca postao je anakron kada je Sedmi kongres Kominterne, održan 1935. godine, odbacio strategiju "svjetske revolucije" i izdao direktivu da je najvažniji zadatak obrana demokracije od fašizma, u čemu treba stvarati pučki front s drugim lijevim strankama. Stav i ponašanje petkovaca osuđeno je kao "frakcionaštvo" i "pseudoreovlucionarstvo".
Na sastanku privremenog rukovodstva KPJ u Bohinjskoj Bistrici 15. – 18. ožujka 1939. godine izbačeni su iz Partije Miletić i glavni "petkovci": Ivo Baljkas, Vicko Jelaska, Labud Kusovac i Ivan Marić.
I nakon što je Miletić nestao u staljinističkim čistkama, nastavili su djelovati unutar KPJ. Nakon podizanja ustanka u Srbiji i Crnoj Gori 1941. godine, Milovan Đilas odbijao je primiti "petkovce" u partizane, te su oni lutali zemljom dok ne bi bili uhićeni, zatvoreni i strijeljani. U jesen 1941. godine, na željezničkom kolodvoru blizu Užica, partizani su strijeljali 34 "petkovca".[nedostaje izvor]